# Orchestrazione
L'orchestrazione è lo studio o la pratica di scrivere musica per i singoli strumenti di un'orchestra o l'adattamento per orchestra di una musica scritta per un altro strumento o gruppo musicale. Soltanto nel corso della storia della musica si è andata affermando come arte compositiva in sé stessa.
Esistono due specie di adattamenti: la trascrizione, che segue in modo molto aderente il pezzo originale e l'arrangiamento, che tende a cambiare in maniera significativa alcuni aspetti del pezzo originale. Nella pratica, però, i due termini vengono usati, in maniera errata, come sinonimi.
L'Orchestrazione riguarda soltanto la trascrizione di musica per un complesso orchestrale, mentre la strumentazione riguarda l'adattamento per qualunque tipo di altro complesso musicale. Nello studio dell'orchestrazione, al contrario che nella pratica, il termine strumentazione può anche essere riferito a considerazioni sulle caratteristiche individuali di uno strumento piuttosto che all'arte di combinare fra loro alcuni strumenti. 
Alcuni compositori, tra cui ricordiamo Maurice Ravel e Franz Liszt, hanno orchestrato le proprie opere per pianoforte e quelle di altri musicisti. 
Nella musica commerciale, specialmente nella musiche di scena e nelle colonne sonore, vengono spesso usati orchestratori professionisti per motivi di velocità ed anche di opportunità, in quanto l'orchestrazione è una pratica che richiede delle qualità che non è detto tutti i compositori abbiano. 
L'orchestratore di musiche da film spesso lavora su brevi pezzi scritti spesso da diversi autori. Gli orchestratori di Broadway lavorano spesso su dei pezzi scritti per il pianoforte o su uno spartito che riporta il canovaccio della composizione.

## I testi più importanti sulla orchestrazione
- Hector Berlioz (1843): Grand traité d'instrumentation et d'orchestration modernes.[1]
- François-Auguste Gevaert (1863): Traité general d'instrumentation.[2]
- Nikolay Rimsky-Korsakov (1912): Основы оркестровки (Principles of Orchestration)
- Cecil Forsyth (1914): Orchestration.
- Alfredo Casella e Virgilio Mortari (1948): La tecnica dell'orchestra contemporanea
- Walter Piston (1955): Orchestration.
- Samuel Adler (1982, 1989, 2001): The Study of Orchestration; ISBN 0-393-97572-X